# Lijst van afleveringen van Please Like Me
Dit is een lijst met alle afleveringen van de Amerikaanse televisieserie Please Like Me. De serie telt vier seizoenen.

## Seizoen 1
| Nr. serie | Nr. seizoen | Titel van aflevering       | Regisseur       | Schrijver   | Uitzenddatum     |  |
| --- | ----------- | -------------------------- | --------------- | ----------- | ---------------- |  |
| 1 | 1           | "Rhubarb and Custard"      | Matthew Saville | Josh Thomas | 28 februari 2013 |  |
| Josh deelt een woning met Claire en Tom. Claire stopt de relatie met Josh omdat ze er zeker van is dat hij homoseksueel is. Josh ontkent, maar ontdekt niet veel later toch gevoelens te hebben voor Geoffrey, de nieuwe collega van Tom. Geoffrey nodigt zichzelf uit voor het avondeten en blijft tezamen slapen met Josh. Tom wil zijn relatie met Niamh stopzetten, maar zij overdondert hem waardoor deze steeds wordt verdergezet. Rose, de moeder van Josh, tracht zelfmoord te plegen. Zijn vader Alan denkt dat de poging het gevolg is van hun echtscheiding. Verder heeft Alan nu een relatie met Mae, iets wat hij verborgen houdt voor Rose. Onderweg naar het ziekenhuis zegt Geoffrey dat hij homoseksueel is waarop Alan zegt dat hij denkt dat zijn zoon dat ook is. Josh komt tijdens dit gesprek uit de kast, maar zijn vader noch Geoffrey gaan erop in. Omdat Rose niet alleen mag worden gelaten, stelt Josh een beurtrol op. |             |                            |                 |             |                  |  |
| 2 | 2           | "French Toast"             | Matthew Saville | Josh Thomas | 28 februari 2013 |  |
| Rose moet therapie volgen bij een psychiater. Josh nodigt Geoffrey uit voor een etentje. Tom tracht nog steeds een manier te vinden om Niamh te dumpen, maar het resultaat is dat hij haar belooft er steeds voor haar te zijn en haar beter te behandelen. Josh trommelt zijn irritante en ouderwetse tante Peg op om voor Rose te komen zorgen. Josh heeft voor de eerste keer seks met een man (Geoffrey), maar hij verzint allerlei redenen om de vrijpartij te stoppen uit angst. Geoffrey verzekert hem dat ze hun seksuele relatie kunnen opbouwen aan Josh zijn tempo. |             |                            |                 |             |                  |  |
| 3 | 3           | "Portuguese Custard Tarts" | Matthew Saville | Josh Thomas | 7 maart 2013     |  |
| Alan koopt een sportwagen. Peg betrapt Josh en Geoffrey terwijl ze kussen. Zij wil Rose inlichten tenzij Josh en Jeffrey mee naar de zondagmis gaan. De homofobe priester preekt over homoseksualiteit: "een levenswijze die niet getolereerd kan worden omdat het onnatuurlijk is en tegen de wil van God." Tegen alle verwachtingen in staat tante Peg recht en gaat in tegendiscussie: "men wordt als homo, lesbienne, … geboren en kiest hier niet voor. Als het onnatuurlijk is, is het een fout van God dewelke hij nooit heeft rechtgezet. Dat wil dus zeggen dat God homoseksualiteit toelaat en men ook van zulke mensen moet houden." Daarop verklaart ze dat haar neef Josh homoseksueel is en dat daar niets mis mee is. Ze verlaat de viering en maant haar familieleden en Geoffrey aan om haar te volgen. Nu ook Rose weet dat haar zoon homoseksueel is - iets wat ze ook al langer dacht - stelt Geoffrey zich aan haar voor als vaste vriend van Josh. Tijdens een feestje bazuint Niamh rond dat ze via Tom chlamydia heeft gekregen, waarop hij de relatie stopzet. Niet veel later belt Niamh hem met de melding dat ze zwanger is. |             |                            |                 |             |                  |  |
| 4 | 4           | "All You Can Eat"          | Matthew Saville | Josh Thomas | 14 maart 2013    |  |
| Josh heeft zijn relatie met Geoffrey beëindigd omdat Geoffrey te vriendelijk en te attent is. Rose heeft via een internetsite aan afspraak met Rod gemaakt, maar het wordt een saaie avond. Desondanks spreken ze terug met elkaar af. Peg is kwaad omdat ze haar rijexamen opnieuw moet afleggen, waarin ze faalt. Tom heeft afgesproken met Niamh om te praten wat te doen met de baby, maar zij daagt niet op. Josh ontmoet op een fuif een leuke jongen, maar laatstgenoemde laat hem plots in de steek. Uit eenzaamheid belt Josh naar Geoffrey. |             |                            |                 |             |                  |  |
| 5 | 5           | "Spanish Eggs"             | Matthew Saville | Josh Thomas | 21 maart 2013    |  |
| Rod betrapt Geoffrey en Josh en uit zijn ongenoegen over homoseksualiteit. Daarop zet Rose Rod aan de deur. Tom en Niamh hebben een gesprek of ze de baby houden, adopteren of aborteren. Josh verklapt aan Rose dat Alan een vriendin heeft. Dit leidt tot een sms-ruzie tussen Rose en Alan. Geoffrey neemt Josh mee naar American football, maar ze worden uit het stadion gezet nadat Geoffrey een homofobe opmerking maakt, ondanks hij de beveiligingsfirma uitlegt zelf homoseksueel te zijn. Geoffrey neemt het Josh kwalijk dat Josh Geoffrey in het openbaar niet wil omhelzen of kussen. Claire vertrouwt Josh toe dat ze een oogje heeft op Tom. Josh is van mening dat Tom voor Niamh zal kiezen gezien zij zwanger is. Wanneer blijkt dat Niamh over de zwangerschap heeft gelogen, verbreekt Tom de relatie voorgoed. Tante Peg sterft. |             |                            |                 |             |                  |  |
| 6 | 6           | "Horrible Sandwiches"      | Matthew Saville | Josh Thomas | 28 maart 2013    |  |
| Peg wordt begraven op dezelfde dag dat Josh eenentwintig jaar wordt. Rose tracht haar best te doen vriendelijk te zijn tegen Alan en Mae. Al snel wordt duidelijk dat Rose goed met Mae overweg kan en omgekeerd. Peg had bij de notaris een brief neergelegd die moest worden voorgelezen wanneer ze komt te sterven. Niamh tracht zonder invitatie deel te nemen aan de koffietafel, maar Rose stuurt haar weg. Alan en Rod hebben een woordenruzie, wat leidt tot een handgemeen. Mae is van mening dat Alan haar al langer negeert en wil terug naar Thailand. Later op de avond is er een verjaardagsfeestje voor Josh. Van Geoffrey krijgt hij een koekoeksklok cadeau. Josh erkent dat hij nog steeds van hem houdt en vraagt om hun relatie opnieuw een kans te geven, maar Geoffrey weigert. Rose tracht weer zelfmoord te plegen. Josh vindt haar en kan haar de ingeslikte pillen doen uitbraken. |             |                            |                 |             |                  |  |

## Seizoen 2
| Nr. serie | Nr. seizoen | Titel van aflevering      | Regisseur       | Schrijver                 | Uitzenddatum      |  |
| --- | ----------- | ------------------------- | --------------- | ------------------------- | ----------------- |  |
| 7 | 1           | "Milk"                    | Matthew Saville | Josh Thomas               | 12 augustus 2014  |  |
| Josh heeft een relatie met Patrick die is komen inwonen. Ondertussen is Mae bevallen van een dochter: Grace. Josh wordt door Mae en zijn vader verplicht om regelmatig op Grace te passen zodat er een band tussen Josh en zijn halfzus ontstaat. Claire is voor een project vertrokken naar Duitsland. Tom en Niamh zijn daardoor friends with benefits. Josh is geïrriteerd omdat Patrick een Grindr-profiel heeft. Omdat Josh niet weet hoe een pamper te vervangen, neemt hij Grace mee in de douche. Alan en Mae vrezen dat Grace een allergie heeft omdat haar billen een vreemde kleur hebben. Ze vragen Josh dan ook uit wat hij allemaal met Grace heeft gedaan. Uiteindelijk blijkt dat Mae zelf de dader is omdat ze bietensap aan haar handen had. Rose heeft een nieuwe extravagante look aangenomen en zegt dat ze gestopt is met haar medicatie. |             |                           |                 |                           |                   |  |
| 8 | 2           | "Ham"                     | Matthew Saville | Josh Thomas               | 19 augustus 2014  |  |
| Rose laat zich vrijwillig opnemen in een psychiatrische instelling waar ze een kamer deelt met de excentrieke Ginger. Josh gaat naar huis om het verjaardagsfeest van Patrick te vieren. Op dat feestje is Arnold die ook enige tijd in een psychiatrische instelling heeft gezeten. Josh heeft bijna een gevecht met de broer van Arnold nadat hij zei dat Arnold wellicht werd geadopteerd. Tom ontmoet op het feestje Jenny en vergezelt haar de hele avond. Rose betrapt Ginger wanneer ze zelfmoord tracht te plegen. In de commotie ontsnapt Rose uit de instelling en gaat naar Josh. Josh brengt haar terug en blijft er om te eten tezamen met zijn moeder, Ginger en de asociale Hannah. |             |                           |                 |                           |                   |  |
| 9 | 3           | "Parmigiana"              | Matthew Saville | Josh Thomas               | 26 augustus 2014  |  |
| Josh krijgt 's ochtends telefoon van Geoffrey met de vraag om te dineren. In de psychiatrische instelling komt Josh Arnold tegen. Hij heeft zich laten opnemen omwille van zijn angstaanvallen. Tom stuurt een sms voor Jenny verkeerdelijk naar Niamh. Na het diner gaat Geoffrey met Josh naar bed voor gemeenschap. Geoffrey barst plots in tranen uit en zegt dat zijn vader is gestorven. Josh gaat naar de keuken om wijn te halen, waarbij Geoffrey het huis verlaat. Ginger verveelt zich en overhaalt de anderen om verstoppertje te spelen. Tijdens dat spel ontmoet Rose Stuart. Zij verstoppen zich buiten in de bosjes waar ze ook gemeenschap hebben. Josh krijgt een sms van Geoffrey met zijn excuses. |             |                           |                 |                           |                   |  |
| 10 | 4           | "Gang Keow Wan"           | Matthew Saville | Josh Thomas & Thomas Ward | 2 september 2014  |  |
| Josh heeft een afspraakje met een jongen in een restaurant. Daar Josh zijn mening aan hem opdringt en de jongen daarbij beledigt, krijgt hij het verwijt dat hij geen aangenaam persoon is. Gefrustreerd skypet Josh naar Claire. Het project in Duitsland is geannuleerd en Claire wil terug komen inwonen bij Josh. Nu Tom een relatie heeft met Jenny, zegt hij tegen Niamh dat zij niet langer een "friend with benefits" is. Daarop belt Niamh Jenny met de melding dat ze met Tom de vorige nacht gemeenschap had. Arnold nodigt Josh uit om naar het zangoptreden van Hannah te gaan kijken. Rose tracht haar relatie met Stuart geheim te houden voor Ginger. Tom koopt voor Jenny een konijn om het goed te maken. Josh en Patrick missen het concert van Hannah wegens de file en het feit dat Josh dringend naar het toilet moest. Stuart biecht Rose op dat hij getrouwd is. Josh wil Patrick kussen, maar hij weigert omwille van een eerdere ruzie in de wagen. |             |                           |                 |                           |                   |  |
| 11 | 5           | "Sausage Sizzle"          | Matthew Saville | Josh Thomas & Liz Doran   | 2 september 2014  |  |
| Josh krijgt een hoge rekening nadat een loodgieter de toiletafvoer moest ontstoppen omwille van een verstopte tampon. Hij vraagt zijn vader om de rekening te betalen, maar hij weigert. Rose roddelt met Hannah over Stuart en Ginger, niet wetende dat Ginger hen overhoort. Claire is ondertussen terug uit Duitsland. De gehele groep gaat naar de schoolmusical van Jenny. Vanuit de zaal is te zien dat Jenny een tampon draagt, wat ook betekent dat zij wellicht verantwoordelijk is voor de verstopte afvoer. Josh en Patrick verlaten de voorstelling vroegtijdig. Ze hebben een innig gesprek en willen daarna gemeenschap, maar worden net niet betrapt door Tom, Claire en Jenny. Jenny gaat geaffronteerd naar huis nadat Claire zei dat haar tampon te zien was. Tom biecht op dat hij de tampon in het toilet gooide om te zien wat er gebeurde. Rose en Ginger willen spreken met de vrouw van Stuart. |             |                           |                 |                           |                   |  |
| 12 | 6           | "Lapin La Cocotte"        | Matthew Saville | Josh Thomas & Thomas Ward | 16 september 2014 |  |
| Josh wil gemeenschap met Patrick, maar hij zegt niet verliefd te zijn op Josh. Het konijn van Jenny sterft en wordt in de tuin begraven. Josh, Alan, Mae, Grace en Rose gaan naar de zoo. Omdat Ginger niet wil, gaat Arnold in haar plaats. Mae vindt dat Alan te veel tijd besteed aan zijn werk. Josh voelt zich aangetrokken tot Arnold wat wederzijds blijkt te zijn. Ze kussen elkaar innig. Jenny verkracht Tom. Terug aan de psychiatrische instelling kondigt Alan aan dat hij halftijds gaat werken en dat dat dus ook invloed heeft aan het budget dat Josh maandelijks krijgt. Rose is in alle staten: terwijl ze in de zoo waren, heeft Ginger zelfmoord gepleegd. |             |                           |                 |                           |                   |  |
| 13 | 7           | "Scroggin"                | Matthew Saville | Josh Thomas               | 23 september 2014 |  |
| Na Gingers begrafenis gaan Josh en Rose enkele dagen op wandeltocht in Tasmanië. Rose is teleurgesteld dat Ginger achterhield dat ze terug zelfmoord wilde plegen. Ginger heeft wel een afscheidsbrief achtergelaten, maar Rose durft deze niet te lezen. Josh biecht op dat hij als tiener ook een afscheidsbrief had geschreven. Rose vraagt zich af hoe Josh zich voelde na haar zelfmoordneigingen. Josh zegt dat hij nooit kwaad was, maar wel vreesde te zien hoe zijn moeder in het ziekenhuis langzaam zou sterven omwille van een overdosis. Tijdens de laatste nacht biecht Rose op dat ze marihuana heeft gestolen. Zij en Josh roken dit op en praten vervolgens over zijn en Patricks homoseksualiteit. Na de trip keert Rose terug naar de psychiatrische instelling en leest ze de brief van Ginger. |             |                           |                 |                           |                   |  |
| 14 | 8           | "Truffled Mac and Cheese" | Matthew Saville | Josh Thomas & Thomas Ward | 30 september 2014 |  |
| Patrick beslist te verhuizen zonder afscheid te nemen van Josh. Josh maakt macaroni met truffelolie. Dit laatste was een geschenk van Patrick. Echter eet Tom de macaroni op waarop Josh wraak neemt door Toms kamerdeur te barricaderen. Josh bezoekt Arnold die verward is over hun relatie. Ze beslissen om samen uit te gaan. Josh wil een curriculum vitae opstellen, maar de inkt van de printer is op. Zijn vader wil geen geld geven om een nieuwe te kopen, maar hij heeft wel een idee hoe Josh zakgeld kan verdienen. Arnold mag de psychiatrische instelling verlaten, maar de psychiater wil eerst een gesprek met Josh. Tom biecht op nog steeds gevoelens te hebben voor Claire. Verder kon hij al die tijd uit zijn kamer via het raam omdat deze zich op het gelijkvloers bevindt. |             |                           |                 |                           |                   |  |
| 15 | 9           | "Skinny Latte"            | Matthew Saville | Josh Thomas & Liz Doran   | 7 oktober 2014    |  |
| Om geld te verdienen, heeft Josh een koffiestand in het park. Hij en Tom maken zelf de snoepjes en gebakjes die worden verkocht. Tom zegt dat hij altijd al heeft geweten dat hij terug bij Claire zou belanden. Arnold belt Josh op met de melding dat zijn ouders nog niet weten dat hij homoseksueel is. Alan bericht dat hij de intentie heeft om zich met Mae te verloven. Stuart mag de psychiatrische instelling verlaten. Ook Rose mag de instelling weldra verlaten en vraagt Hannah om te komen inwonen. De drie bezoeken Josh op zijn eerste verkoopdag waar Rose een ruzie heeft met Alan en Mae. Net op dat ogenblik brengt ook Arnolds psychiater een bezoek om Josh te leren kennen. Zij is van mening dat Josh en Arnold nooit alleen op uitstap mogen, maar enkel in groep. Tijdens de afspraak rijdt Josh over een opossum waardoor Arnold een paniekaanval krijgt en naar huis wil. |             |                           |                 |                           |                   |  |
| 16 | 10          | "Margherita"              | Matthew Saville | Josh Thomas               | 14 oktober 2014   |  |
| Tom verklaart dat hij geen relaties meer wil en wel beroep zal doen op prostituees. Tom belt Niamh op voor gemeenschap, maar zij weigert vandaar dat hij effectief een prostituee belt. Wanneer zij aanbelt, verbergt hij zich in de badkamer tot wanneer ze weg is. Josh en Arnold gaan naar een homofuif waar ze een dronken Patrick ontmoeten. Ze beslissen om hem naar huis te brengen, maar weten niet waar hij woont. Patrick is te dronken om te beseffen wat er gaande is. Nadat hij naakt in de zee stapt, gaat Josh hem achterna. Daarbij kust Patrick hem waardoor Arnold zich afgewezen voelt. Josh legt uit dat hij niet Patrick maar wel Arnold als partner wil, waarop Arnold alweer een paniekaanval krijgt en beslist om zich terug te laten opnemen in de instelling. De volgende dag gaan Josh en Arnold mee met de luchtballon waarin Alan zich gaat verloven met Mae. Omdat blijkt dat Grace niet mee mag, offert Arnold zich op. Mae slaat het verzoek van Alan af en Josh wordt misselijk van de vlucht en het feit dat hij de vorige avond te veel had gedronken. Rose en Hannah verlaten de instelling en trekken in de woning van Rose. Omdat Hannah de welkomstwoorden verkeerd interpreteert, denkt ze dat Rose ook lesbisch is en kust ze haar. Josh realiseert zich dat hij wel degelijk een relatie wil met Arnold en keert terug naar de instelling. Arnold is van mening dat hij dat niet aankan, waarop Josh hem zegt dat ze dan twee vrienden zijn die samen slapen. Terwijl ze elkaar omhelzen, vallen ze in slaap. |             |                           |                 |                           |                   |  |

## Seizoen 3
| Nr. serie | Nr. seizoen | Titel van aflevering   | Regisseur       | Schrijver                            | Uitzenddatum     |  |
| --- | ----------- | ---------------------- | --------------- | ------------------------------------ | ---------------- |  |
| 17 | 1           | "Eggplant"             | Matthew Saville | Josh Thomas                          | 15 oktober 2015  |  |
| Josh heeft kuikens gekocht. Om dit te vieren, organiseert hij een etentje waarop Arnold ook is geïnviteerd. Josh heeft Arnold al een hele tijd niet meer gesproken. Ondanks hij nog steeds gevoelens heeft voor hem, besluiten de twee om vrienden te blijven. Tijdens een picknick hebben ze voor de eerste keer gemeenschap, maar daarna verneemt Josh niets meer van hem. Op een avond staat Arnold dronken voor de deur, maar Josh negeert hem. Enkele dagen later staat Arnold terug bij hem aan de deur met een boodschap - geschreven op diverse kartonnen borden - waarin hij zich verontschuldigt en zijn liefde aan Josh verklaart. |             |                        |                 |                                      |                  |  |
| 18 | 2           | "Simple Carbohydrates" | Matthew Saville | Josh Thomas, Thomas Ward & Liz Doran | 22 oktober 2015  |  |
| Hannah start zichzelf terug te bezeren nadat ze een telefoonrekening ontving. Rose neemt haar mee naar een café voor lesbische vrouwen. Mae biecht Alan op gemeenschap te hebben gehad met een andere man tijdens haar zwangerschap. Arnold wil zich tijdens zijn verjaardagsfeest outen bij zijn ouders en doet een repetitie voor Josh en Alan. |             |                        |                 |                                      |                  |  |
| 19 | 3           | "Croquembouche"        | Matthew Saville | Josh Thomas, Thomas Ward & Liz Doran | 29 oktober 2015  |  |
| Alan is bij Josh ingetrokken. Tom werd door zijn baas seksueel benaderd en krijgt 5000 Australische dollars zwijggeld. Blijkbaar is hij niet het enige slachtoffer. Arnold out zich tijdens zijn feestje, maar zijn vader aanvaardt niet dat zijn zoon homoseksueel is. Daarop besluit Arnold om voor enige tijd bij Josh in te trekken. Stuart heeft zich terug laten opnemen in de instelling en is ondertussen gescheiden. Alan merkt op dat Adèle, een van de kuikens, in feite een haan is. Rose en Hannah maken een overeenkomst dat ze beiden terug hun medicatie innemen zoals voorgeschreven. |             |                        |                 |                                      |                  |  |
| 20 | 4           | "Natural Spring Water" | Josh Thomas     | Josh Thomas                          | 5 november 2015  |  |
| Onder invloed van MDMA gaan Josh, Tom en Arnold naar een club. Tom ontmoet er Ella. Op weg naar huis valt Tom en breekt daarbij zijn arm. Ella blijkt een relatie te hebben met een gewelddadige man. Daarom overtuigen Josh en Arnold haar om de man te dumpen in het voordeel van Tom. Alan wordt door Mae gedumpt. |             |                        |                 |                                      |                  |  |
| 21 | 5           | "Coq Au Vin"           | Matthew Saville | Josh Thomas                          | 12 november 2015 |  |
| Claire komt terug uit Duitsland. Er wordt besloten om Adèle te slachten en op te eten. Arnold vind een monogame relatie maar niets en komt met Josh tot een overeenkomst dat ze seks mogen hebben met andere mannen. Niemand durft Adèle te slachten, dus uiteindelijk doet Hannah dit. Claire neemt Josh in vertrouwen over haar zwangerschap. Tijdens het diner waar Adèle wordt opgegeten, zingt de groep Someone Like You. |             |                        |                 |                                      |                  |  |
| 22 | 6           | "Pancakes with Faces"  | Matthew Saville | Josh Thomas & Liz Doran              | 19 november 2015 |  |
| Arnold beslist om thuis te gaan slapen, maar zijn vader zijn mening over homoseksualiteit is nog niet veranderd. Claire beslist om de baby niet te houden en gaat met Josh naar een abortuskliniek. Rose achterhaalt dat Stuart nog seksuele betrekkingen heeft met zijn ex-vrouw en vandaliseert daarop zijn tuin. Alan heeft zijn intrek in een hotel genomen. Mae tracht hem tevergeefs te bereiken per telefoon, maar hij weigert op te nemen. Na de abortus voelt Claire zich schuldig, maar Josh beurt haar op door te zeggen dat ze niets verkeerds heeft gedaan. Ella start een relatie met Tom. |             |                        |                 |                                      |                  |  |
| 23 | 7           | "Puff Pastry Pizza"    | Matthew Saville | Josh Thomas                          | 26 november 2015 |  |
| Tom maakt een Piñata met daarin geheimen over zichzelf en de anderen. Arnold is op kamp dus inviteert Josh een andere man, Ben, voor seks aangezien ze geen monogame relatie hebben. Claire en Tom kussen, maar beseffen onmiddellijk dat dit verkeerd is. Ze verzinnen zelf een spel waarin ze moeten raden of de andere denkt aan een penis of niet. Tom verliest het spel en moet daardoor Josh en Ben storen terwijl ze gemeenschap hebben. Na de vrijpartij bekent Ben dat hij een hersentumor heeft en hij elk ogenblik kan sterven. Josh houdt voor Arnold verborgen dat hij Ben ontmoette. |             |                        |                 |                                      |                  |  |
| 24 | 8           | "Amoxicillin"          | Matthew Saville | Josh Thomas                          | 3 december 2015  |  |
| Ben werd opgenomen in het ziekenhuis voor een operatie aan zijn hersenen. Tom heeft opnieuw chlamydia, maar verzweeg dat tegen Ella. Daarom beslissen Tom en Josh om de medicijnen in haar eten te verstoppen. Daar dit mislukt, veinst Tom dat hij spoelwormen heeft en dat iedereen medicijnen moet nemen voor verdere verspreiding. Hierdoor krijgt het hele huis ongewild een grote schoonmaak. Tom haalt uit noodzaak de medicijnen tegen de spoelwormen en kan alzo via een verwisseling Ella de medicijnen tegen chlamydia geven. Wanneer Ella die avond gemeenschap wil met Tom, moet hij uit noodzaak de waarheid opbiechten. Stuart komt zich bij Rose verontschuldigen en wil niet vertrekken voordat zij hem vergeeft. Daar Rose dit niet wil, belt ze Alan op om Stuart te verjagen. |             |                        |                 |                                      |                  |  |
| 25 | 9           | "Champagne"            | Matthew Saville | Josh Thomas & Thomas Ward            | 10 december 2015 |  |
| Josh bezoekt Ben in het ziekenhuis. Ze spreken af dat Josh wordt gebeld door het ziekenhuis om alzo te weten of Ben de operatie al dan niet heeft overleefd. Josh biecht Arnold op dat hij iets had met Ben. Rose en Hannah moeten het huis opkuisen omdat Hannahs ex-vriendin een blender komt halen. Tom wil het stiekeme gedoe tussen Claire en Josh weten. Uiteindelijk biecht ze op dat ze een abortus heeft ondergaan. De groep gaat naar het reuzenrad. Daar ontstaat er wrevel omdat Arnold denkt dat Josh gevoelens heeft voor Ben en omdat Ben tijdens die afspraak ook is blijven slapen. Daarop krijgt Arnold een paniekaanval, maar Josh kan hem bedaren en overtuigen dat hij enkel verliefd is op hem. Josh krijgt telefoon dat Ben de operatie heeft overleefd.                   |             |                        |                 |                                      |                  |  |
| 26 | 10          | "Christmas Trifle"     | Matthew Saville | Josh Thomas & Thomas Ward            | 17 december 2015 |  |
| Josh nodigt iedereen uit voor het kerstdiner. Ondertussen zijn Alan en Mae terug samen. Al snel is er ongenoegen over Rose haar koekjes, een ontbrekende kalkoensaus, Arnold zijn vegetarisch gerecht, Grace die aanhoudend weent, … Rose komt met het nieuws dat Stuart terug in het psychiatrisch centrum is opgenomen nadat hij drie kinderen met de wagen aanreed. Arnold biecht op dat hij de kalkoensaus liet vallen waardoor hij het zwarte schaap wordt. Hij verlaat het feest met de melding dat hij kerst verder gaat vieren bij zijn ouders. Verder gelooft hij nog steeds dat Josh meer van Ben houdt. Na een opmerking over het dessert, verlaat ook Josh het huis en gaat hij met zijn hond naar het park.                                                                          |             |                        |                 |                                      |                  |  |

## Seizoen 4
| Nr. serie | Nr. seizoen | Titel van aflevering | Regisseur       | Schrijver                            | Uitzenddatum     |  |
| --- | ----------- | -------------------- | --------------- | ------------------------------------ | ---------------- |  |
| 27 | 1           | "Babaganoush"        | Josh Thomas     | Josh Thomas & Thomas Ward            | 9 november 2016  |  |
| Josh en Arnold zijn nog samen en beslissen dat ze nog steeds een open relatie hebben. Arnold ontmoet Kyle en kan hem en Josh overtuigen voor een trio. Josh voelt zich tijdens die vrijpartij uitgesloten en gaat zijn ongenoegen uiten bij Ella en Tom. Rose wil de teddyberen van Josh zijn kinderjaren wegsmijten, maar hij wil deze behouden uit nostalgie. Uiteindelijk wil hij deze cadeau doen aan Grace, maar Mae vindt dat de beren te vies zijn. Josh gaat met zijn ouders op bezoek bij Arnold en diens ouders. Er ontstaat ruzie tussen Josh en Arnold omdat Arnold vindt dat Josh hem steeds belachelijk maakt. Ella en Tom beslissen om te verhuizen. |             |                      |                 |                                      |                  |  |
| 28 | 2           | "Porridge"           | Matthew Saville | Josh Thomas & Thomas Ward            | 16 november 2016 |  |
| Josh, Tom, Arnold en Ella nemen Hannah mee op een kampeertocht voor haar verjaardag. De dag wordt verpest nadat er een lijk wordt gevonden op het strand. Josh neemt het Arnold kwalijk dat hij emotioneel instabiel is. Josh heeft met Tom een gesprek en realiseert zich dat hij zijn relatie met Arnold moet stoppen. Tezelfdertijd heeft Ella met Arnold een gesprek waarin zij hem vertelt dat Josh nog steeds verliefd is en voor de relatie zal kiezen. Door deze gesprekken genieten enkel Hannah en Arnold van het vuurwerk. De volgende dag breekt Josh zijn relatie met Arnold.                                                                          |             |                      |                 |                                      |                  |  |
| 29 | 3           | "Beluga Caviar"      | Matthew Saville | Josh Thomas, Thomas Ward & Liz Doran | 23 november 2016 |  |
| Via een datingsite heeft Josh al heel wat afspraakjes gehad, maar geen enkele man interesseert hem. Ondertussen heeft Arnold wel een andere vriend gevonden. Tom en Ella beginnen in te pakken voor de verhuis. Rose is geïrriteerd door Hannah en vraagt haar om te verhuizen. |             |                      |                 |                                      |                  |  |
| 30 | 4           | "Degustation"        | Matthew Saville | Josh Thomas & Thomas Ward            | 30 november 2016 |  |
| Josh neemt zijn ouders mee naar een duur restaurant. Daar halen ze hun memoires naar boven. Alan verbiedt Josh om de rekening te betalen, tijdens deze discussie neemt Rose de koe bij de horens en betaalt op haar kosten. |             |                      |                 |                                      |                  |  |
| 31 | 5           | "Burrito Bowl"       | Matthew Saville | Josh Thomas, Thomas Ward & Liz Doran | 7 december 2016  |  |
| Ella heeft een wonde en gaat op consultatie bij een dokter die zij zeer aantrekkelijk vindt. Nadat ze hier met Tom over praat, wordt hij stikjaloers. Josh loopt Geoffrey tegen het lijf en hij overnacht. De volgende dag zegt Geoffrey dat hij een relatie met Josh niet ziet zitten. Josh gaat zijn moeder bezoeken, maar vindt haar dood: ze heeft zelfmoord gepleegd. |             |                      |                 |                                      |                  |  |
| 32 | 6           | "Souvlaki"           | Josh Thomas     | Josh Thomas, Thomas Ward & Liz Doran | 14 december 2016 |  |
| Hannah heeft haar intrek genomen in een vervallen caravan. Ze krijgt bezoek van haar ex-vriendin en ze besluiten hun relatie een nieuwe kans te geven. Het huis van Rose wordt openbaar verkocht voor 1.5 miljoen Australische dollar. Dat geld gebruikt Josh gedeeltelijk om een appartement te kopen waarin hij gaat wonen. Tom en Ella verhuizen naar een loft dewelke Ella niet wil. Eenmaal daar beseft Tom dat Ella nooit wilde verhuizen. Na een gesprek concluderen ze ook dat een verdere relatie niet langer mogelijk is. Tom zegt de huur terug op en gaat inwonen bij Josh wiens buren continue ruziën.                                                 |             |                      |                 |                                      |                  |  |